# 拉萨尔 (科罗拉多州)
拉萨尔（英語：LaSalle），是美国科罗拉多州韦尔德县下属的一個鎮。建市于1905年3月24日，面积大约为1.666平方英里（4.314平方公里）。根据2010年美国人口普查，该鎮有人口1,955人。2011年估计该鎮有人口2,002人，相比2010年人口增长率为2.40%。同时，论人口该鎮是科罗拉多州第113大城市。